# Ногейра (Вила-Нова-ди-Сервейра)
Ноге́йра (порт. Nogueira) — населённый пункт и район в Португалии, входит в округ Виана-ду-Каштелу. Является составной частью муниципалитета Вила-Нова-ди-Сервейра. По старому административному делению входил в провинцию Минью. Входит в экономико-статистический субрегион Минью-Лима, который входит в Северный регион. Население составляет 242 человека на 2001 год. Занимает площадь 2,44 км².